# Robert Cummings
Robert Cummings (Joplin, 10 de junio de 1908-Woodland Hills, 2 de diciembre de 1990), conocido artísticamente como Bob Cummings, fue un actor cinematográfico y televisivo estadounidense.
Cummings trabajó principalmente en papeles cómicos, pero fue eficaz en los pocos dramáticos que rodó, especialmente en dos títulos de Alfred Hitchcock, Saboteur (Sabotaje) y Dial M for Murder (Crimen perfecto).

## Biografía
Cummings nació en Joplin, Misuri. Mientras se educaba en la Joplin High School, aprendió a pilotar aviones gracias a su padrino, Orville Wright. Estudió en el Carnegie Institute of Technology en Pittsburgh, Pensilvania, y en la American Academy of Dramatic Arts de Nueva York. Tuvo una breve carrera teatral en Broadway con el nombre artístico de Blade Stanhope Conway, un supuesto inglés, antes de trasladarse a Hollywood, California, donde actuó en un principio con la personalidad ficticia de Bruce Hutchens, un rico tejano.
En los años treinta Cummings trabajó (ya con su verdadero nombre) bajo contrato y actuó en varios papeles menores. Consiguió el estrellato en 1939 en Three Smart Girls Grow Up (Su última diablura) jubto a Deanna Durbin. Entre sus muchas comedias se incluyen: The Devil and Miss Jones (1941), con Jean Arthur, y The Bride Wore Boots (1946), junto a Barbara Stanwyck. Cummings tuvo actuaciones destacadas en tres importantes dramas: Kings Row (1942), con Ronald Reagan; Saboteur (Sabotaje) (1942), junto a Priscilla Lane y Norman Lloyd; y Dial M for Murder (1954), con Grace Kelly y Ray Milland.
Cummings fue elegido por el productor John Wayne como coprotagonista en el papel del capitán Sullivan, en The High and the Mighty, en parte debido a la experiencia de Cummings como piloto. Pero el director William A. Wellman desautorizó a Wayne y eligió a Robert Stack para el papel. 

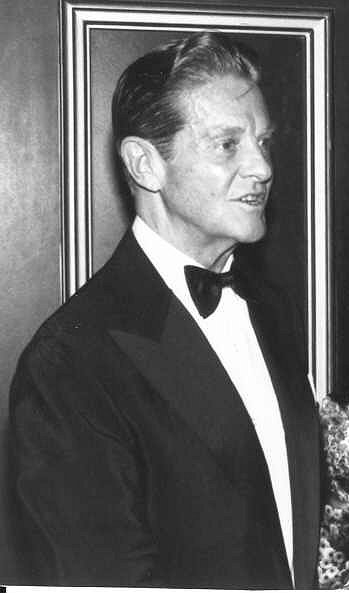
Fotografiado en 1979.

Cummings también trabajó en la serie radiofónica de la CBS Radio Those We Love. En el programa, que se radió de 1938 a 1945, Cummings interpretaba a David Adair, junto a Richard Cromwell, Francis X. Bushman y Nan Grey.
En 1952, inició una larga carrera televisiva con la comedia My Hero. Formó parte del reparto de la primera representación en TV de Twelve Angry Men, una producción en directo emitida en 1954, en la que su interpretación del "Jurado Número Ocho" fue premiada con un Emmy. De 1955 a 1959, Cummings protagonizó el famoso programa The Bob Cummings Show, sustituido por The New Bob Cummings Show entre 1961 y 1962. También hizo una temporada de My Living Doll (1964), otra comedia de situación. Su último trabajo de relevancia fue en la película de 1973 para la TV Partners in Crime, junto a Lee Grant. 
Durante la Segunda Guerra Mundial Cummings sirvió en la base de Oxnard, California, y posteriormente fue piloto de la Fuerza de Reserva de los Estados Unidos.
Se casó en cinco ocasiones y tuvo siete hijos. Sus esposas fueron: Emma Myers, con la que tuvo dos hijos; Vivi Janiss, con la que se casó en 1933, y de la que se divorció; Mary Elliott, con la que se casó en 1945 y se divorció en 1970, tras tener cinco hijos; Regina Fong, casada con él en 1971; y Jane Berzynsky, casada con él en 1989.
Fue un defensor de los alimentos naturales y de las dietas saludables, y escribió el libro Stay Young and Vital (1960) sobre los alimentos sanos y el ejercicio.
Cummings falleció a causa de un fallo renal en 1990, a los 82 años, y fue enterrado en el Gran Mausoleo del Cementerio Forest Lawn Memorial Park en Glendale, California.

## Filmografía
- Seasoned Greetings (1933) (Cortometraje)
- Sons of the Desert (1933)
- The Virginia Judge (1933)
- So Red the Rose (Paz en la guerra, 1935)
- Millions in the Air (1935)
- Desert Gold (1935)
- Forgotten Faces (1936)
- Border Flight (1936)
- Three Cheers for Love (1936)
- Hollywood Boulevard (1936)
- The Accusing Finger (1936)
- Hideaway Girl (1936)
- Arizona Mahoney (1936)
- The Last Train from Madrid (1937)
- Almas en el mar (Souls at sea) (1937)
- Sophie Lang Goes West (1937)
- Wells Fargo (1937)
- College Swing (1938)
- You and Me (1938)
- The Texans (1938)
- Touchdown, Army (1938)
- I Stand Accused (1938)
- Three Smart Girls Grow Up (Su última diablura) (1939)
- The Under-Pup (1939)
- Rio (Noches de Río) (1939)
- Everything Happens at Night (1939)
- Charlie McCarthy, Detective (1939)
- And One Was Beautiful (1940)
- Private Affairs (1940)
- Spring Parade (1940)
- One Night in the Tropics (1940)
- Free and Easy (1941)
- The Devil and Miss Jones (1941)
- Moon Over Miami (Se necesitan maridos) (1941)
- It Started with Eve (Casi un ángel) (1941)
- Kings Row (1942)
- Saboteur (Sabotaje) (1942)
- Between Us Girls (1942)
- Forever and a Day (1943)
- Princess O'Rourke (1943)
- Flesh and Fantasy (Al margen de la vida) (1943)
- You Came Along (1945)
- The Bride Wore Boots (1946)
- The Chase (1946)
- Heaven Only Knows (1947)
- The Lost Moment (Viviendo el pasado) (1947)
- Sleep, My Love (Pacto tenebroso, 1948)
- Let's Live a Little (1948)
- The Accused (1949)
- Reign of Terror (El reinado del terror, 1949)
- Tell It to the Judge (1949)
- Free for All (1949)
- Paid in Full (Amargo desquite) (1950)
- The Petty Girl (1950)
- For Heaven's Sake (¿Se puede entrar?) (1950)
- The Barefoot Mailman (1951)
- The First Time (1952)
- Marry Me Again (1953)
- Lucky Me (1954)
- Dial M for Murder (Crimen perfecto) (1954)
- How to Be Very, Very Popular (1955)
- King nine will not return  (The twiligth zone) (1960)
- Mi dulce geisha (1962)
- Beach Party (Escándalo en la playa) (1963)
- The Carpetbaggers (1964)
- What a Way to Go! (Ella y sus maridos) (1964)
- Promise Her Anything (1965)
- Stagecoach (1966)
- Five Golden Dragons (Cinco dragones de oro) (1967)